# اللجنة المركزية للرقابة للحزب الشيوعي السوفييتي
لجنة المراقبة المركزية (بالروسية: Центральная Контрольная Комиссия) كانت هيئة تأديبية عليا (منذ عام 1934 ضمن اللجنة المركزية) للحزب الشيوعي السوفيتي، والمعروفة أيضًا باسم مفوضية الرقابة الحزبية (1934-1952) ولجنة الرقابة الحزبية (1952-1990). انتخب أعضائها في مؤتمر الحزب أو الجلسات العامة للجنة المركزية.

## التاريخ والوظيفة
في البداية كانت هناك لجنة مراقبة واحدة، والتي انقسمت في عام 1921 إلى لجنة المحاسبة المركزية، المسؤولة عن الرقابة المالية، ولجنة الرقابة المركزية، المسؤولة عن مراقبة الانضباط الحزبي. تشرف لجنة الرقابة الحزبية على الانضباط الحزبي لأعضاء الحزب وأعضاء الحزب المرشحين من حيث التزامهم ببرنامج الحزب ولوائحه والانضباط الحكومي وأخلاقيات الحزب. وقد فرضت عقوبات، بما في ذلك الطرد من الحزب. كما نظرت لجنة الرقابة الحزبية في طعون أعضاء الحزب الذين عوقبوا من قبل منظماتهم الحزبية المحلية.
وبموجب الميثاق، تم انتخاب تشكيل لجنة الرقابة المركزية من قبل مؤتمر الحزب؛ ولا يجوز لأعضاء لجنة الرقابة المركزية أن يكونوا أعضاء في اللجنة المركزية في نفس الوقت. كانت هيئات الرقابة المحلية في الحزب الشيوعي الثوري عبارة عن لجان رقابة إقليمية، ولجان رقابة محلية، ولجان رقابة مدينة، وما إلى ذلك.
ساهمت أنشطة هيئات الرقابة في الحزب إلى حد كبير ليس فقط في تقليل عدد المخالفين للقواعد الحزبية والأخلاقية في الحزب، بل وأيضاً في تحسين نوعية نظام الإدارة الرديء إلى حد ما. كان أحد العناصر المهمة لسيطرة الحزب هو الافتقار إلى السيطرة العامة على النظام السياسي السوفييتي من الأسفل.

## قيادة
وكان رئيس لجنة الرقابة على الحزب شخصية قوية في السياسة الحزبية، وكان عادة عضوا في المكتب السياسي. وكان من بين الرؤساء البارزين أندريه أندرييف، ونيكولاي شفيرنيك، وأرفيد بيلشي، وميخائيل سولومنتسيف، وبوريس بوجو.
في الفترة 1920-1923، كان مفوض الشعب في رابكرين (ستالين) بصفته رئيسًا للحزب الشيوعي السوفياتي مسؤولاً عن أنشطتها على المستوى الوطني.

### رئيس لجنة الرقابة المركزية:
- فاليريان كويبيشيف (1923–1926)
- غريغول أوردزونيكيدزه (1926–1930)
- أندريه أندرييف (1930-1931)
- جانيس رودزوتاكس (1931–1934)

### رئيس لجنة الرقابة الحزبية في اللجنة المركزية:
- لازار كاجانوفيتش (1934-1935)
- نيكولاي ييجوف (1935-1939)
- أندريه أندرييف (1939–1952)

- ماتفي شكيرياتوف (1952–1954)
- شاغر (1954–1956)
- نيكولاي شفيرنيك (1956–1966)
- أرفيدس بيلشي (1966–1983)
- ميخائيل سولومينتسيف (1983–1988)
- بوريس بوغو (1988–1990)

### رئيس لجنة الرقابة المركزية:
- بوريس بوغو (1990-1991)
- يفجيني ماخوف (1991)

## روابط خارجية
- لجنة المراقبة المركزية للحزب الشيوعي لعموم الاتحاد (البلاشفة) (Центральная контрольная комиссия ВКП(б)) . الموسوعة السوفييتية الكبرى (bse.sci-lib.com).
- لجنة المراقبة المركزية للحزب الشيوعي لعموم الاتحاد (البلاشفة) (Центральная контрольная комиссия ВКП(б)) . الموسوعة السوفييتية الكبرى (www.booksite.ru)
- لجنة الرقابة الحزبية (Комиссия патийного control) . الموسوعة السوفييتية الكبرى (www.booksite.ru)